# 女子修道院長
女子修道院長(じょししゅうどういんちょう)とは修道女の共同体の長であり、多くは女子修道院の長である。「修道院長」を指すラテン語abbasの女性形であるabbatissaからきている。

## 概要
カトリック教会(ローマカトリック及び東方典礼カトリック教会の両方)、東方正教会、コプト正教会、聖公会の修道院においては、女子修道院長の選出の手続き、地位、権限、権威は通常男子修道院長と同じように扱われている。女子修道院長は40歳以上で10年以上修道女であった女性でなければならない。この役職は選挙によるものであり、共同体に所属する修道女の秘密投票により選ばれる。カトリックの場合、修道院長同様、ローマの聖座の権限によって役職の承認を受けた後は、女子修道院長は修道院がある地域の司教か、適切な認可を得ている男子修道院長や他の司教によるおおやけの祝福によって厳粛に職を認められる。男子の修道院長と異なり、女子修道院長は指輪と修道会規則の文書のみを受け取る。儀式の一部としてミトラや牧杖は受け取らない。しかしながら、古来からの慣習により、自らの共同体を率いる時に牧杖は持ってよい。伝統的に、女子修道院長は役職の象徴として修道服の胸に十字架も加えてつけることになっている。しかしながら男性の宗教者と違って聖職者としての叙任を受けていないため、礼拝において各種の祭服を着ることはなく、自分の宗派の修道服を調整して着る。

## 役割と責任
女子修道院長は男子修道院長同様、教会法にもとづく長であり、男子修道院長や司教・主教と同等である。このような叙任を受けている教会組織の男性聖職者は、職権により建物、監督管区、共同体を構成しているかに関わらずその集団に属する人々を管轄している。
女子修道院長は修道院の修道女たちの誓願を受ける。候補者を修道会の修練女として受け入れたり、共同体の成員を研究や牧者としてのつとめ、宣教などに送り出したり、教会法や世俗の法が許すかぎりにおいて教区や管区の儀礼執行業務補佐を行わせせたりすることも可能である。こうした活動は共同体の場所の中にとどまることもあれば外に及ぶこともある。管轄権は全て女子修道院長にある。
しかしながら、一定の制限も課されている。サクラメント及びそれに関連する機能を持つものを執り行うことはできず、こうした儀礼は男性の聖職者、つまり叙任を受けた司教・主教、司祭、助祭、執事などが行うことができる。女子修道院長は叙任された聖職者を助けたり、また必要があれば共同体の構成員を堂役、聖餐奉仕者、読師など、叙任されていない者にも今では開かれている小さな聖職業務につかせることはできる。ミサを執り行ったり、結婚に際して立ち会う聖職者となったりするような宗教的役割をつとめることは許されていないが、例えば平信徒と並んで友人の結婚式で叙任されていない立ち会い人となることは可能である。告解をきいたり、病者の塗油を行ったり、叙任を受けた聖職者としてミサの司式や共同司式をしたりすることはできない。自らの共同体とともに唱えねばならない聖務日課のような単純な祈りを司ったり、自らの共同体に対して聖書について話したり、聖職者に限られていないある種の祝福を与えることはできる。他方、礼拝や祝祷を司ったり、説教をしたり、ミサの間に福音を朗読したり、侍者に任命されることはできない(この仕事は現在、叙任に備えるもののみに限られている)。女子修道院長はカトリックにおける叙階や東方正教会における神品機密を執り行っているわけではないため、聖職者を叙任する権限を持たず、また叙任された聖職者により任命されねばらなない非叙任者の職務に自分の修道院の構成員を任命することもできない。こうした教会の公式な教えによると、女性は聖職者となれないからである。また、修道院や自らの土地よりも外の領域に教会法による権威を及ぼすこともできない。

## 歴史
歴史的には、ケルト系キリスト教の修道院において女子修道院長は男女両方の修道者の共同修道院を司っていた。最も有名な例は聖女となったキルデアのブリギッドであり、アイルランドのキルデアに修道院を作る際に指導的役割を果たした。ケルト系の修道院から巣立った修道者たちはフランス、スペイン、あるいはローマにおいてすらこの習慣を維持した。1115年にフランスのシノンとソミュールの近くにあるフォントヴロー修道院をたてたロベールは、男女の修道者全員の統治を女性の指導者であるペトロニル・ド・シュミーレにゆだねた。
ルター主義の教会では、女子修道院長(Äbtissin)の称号は、イッツェホーなど宗教改革以降もStifteと呼ばれて継続していたいくつかの場合において修道院の長を指し続けた。こうした組織は信仰にもとづく寮であり、通常は高貴な生まれである未婚女性に家と収入を提供していた。こうした女性たちはしばしばStiftsdamenと呼ばれていたが、Kanonissinenと呼ばれることもあった。女子修道院長の職務は非常に社会的に尊敬される役割であり、過去においては国を治める一門の王女から出ることもあった。神聖ローマ帝国の解体と、帝国代表者会議主要決議、ナポレオンによる小規模封土の併合までは、伝統的なクヴェードリンブルク修道院の女子修道院長は帝国直属領の長であった。こうした領主たるクヴェードリンブルク女子修道院としては、スウェーデン王女ソフィア・アルベルティーナが最後の例となった。
ローマ・カトリック教会には現在、200人ほどの女子修道院長がいる。

## 著名な女子修道院長
- アルジャントゥイユのエロイーズ…中世の作家、ピエール・アベラールの恋人
- ヒルデガルト・フォン・ビンゲン…中世ドイツの神秘主義者・作曲家
- エリーザベト・フォン・デア・プファルツ…ヘルフォルト女子修道院長、哲学者
- ルイーゼ・ホランディーネ・フォン・デア・プファルツ…モビュイソン女子修道院、画家
- イサベラ・レオナルダ…17世紀イタリア、ノヴァーラの聖ウルスラ修道院長、作曲家

## ロシア正教の女子修道院長
- マリア・オドーエフスカヤ　15-16世紀…ノーヴゴロトのミハーリツキィ修道院長、「回想録（ザピスキイ）」はロシア文学における初めての女性の手による回想録[9]
- タイーシア・ソローポワ　1841-1915年ごろ…レーウシン修道院長、深遠な女性神秘家で「回想録」がある[10]

## 参考資料
- Catholic Encyclopedia, Thomas Oestreich, 'Abbess' (volume 1), https://www.newadvent.org/cathen/01007e.htm
- この記事にはアメリカ合衆国内で著作権が消滅した次の百科事典本文を含む: Chisholm, Hugh, ed. (1911). “Abbess”. Encyclopædia Britannica (英語) (11th ed.). Cambridge University Press.
- セルゲーイ・ボルシャーコフ 著、古谷功 訳　『ロシアの神秘家たち』　あかし書房、1985年。ISBN 4870138255。